# Jan Głowacz Leżeński (ur. ok. 1390)
Jan Głowacz Leżeński (Syn Jana) herbu Nałęcz (ur. około 1390 roku) – wojewoda mazowiecki oraz czerski.
Jan Leżeński odziedziczył imię, nazwisko oraz przydomek po swym ojcu. Po nim także przejął funkcję starosty czerskiego. Pełnił również urząd starosty ryczywolskiego (1419) i kasztelana santockiego. Był obecny przy wystawieniu przez Władysława II Jagiełłę przywileju jedlneńskiego w 1430 roku. W 1435 roku podpisał w Brześciu Kujawskim pokój z Krzyżakami. Posiadał kilka wsi m.in. Krampków, Graboszewo, Goryń, Bartodzieje. Z żoną Katarzyną Leżeńską miał dwóch synów i dwie córki: Sędziwoja Głowacza Leżeńskiego, Dobrogosta, Eufemię i Elżbietę.